# Stazione di Rahnsdorf
La stazione di Rahnsdorf è una stazione ferroviaria di Berlino, sita nel quartiere omonimo. È posta sotto tutela monumentale (Denkmalschutz).

## Movimento
La stazione è servita dalla linea S 3 della S-Bahn.

## Interscambi
- Fermata tram (S-Bhf Rahnsdorf, linea 87)[3]
- Fermata autobus